# Le Seau enlevé
Le Seau enlevé (La secchia rapita) est un poème héroï-comique d'Alessandro Tassoni, publié à Modène en 1622 (et réédité en 1744). C'est une parodie des procédés de la poésie épique. Tassoni y chante en vers burlesques la bataille de Zappolino, une querelle survenue au XIIIe siècle entre Modène et Bologne, qui dégénéra en l'une des plus grandes et des plus meurtrières batailles du Moyen Âge. Le titre de l’œuvre  provient du fait que le seul butin obtenu par le camp victorieux, Modène, est le seau de bois d'un puits, aujourd'hui encore conservé dans la ville.
La querelle est racontée en 12 chants émaillés d'épisodes mythologiques.

## Traductions et adaptations
Le Seau enlevé a fait l'objet de deux traductions en français, toutes deux en prose. La première, publiée en 1678, par Pierre Perrault, dans une édition bilingue ; la seconde en 1875, par Miltiade de Bresse.
Une imitation du texte en français, en vers, est également publiée en 1796 par Creuzé de Lesser.
Un opéra en fut tiré en 1772, sur un livret de Giovanni Gastone Boccherini mis en musique par Antonio Salieri.